# Церковь Марии Магдалины (Эберсвальде)
Церковь Марии Магдалины (нем. Maria-Magdalenen-Kirche) — евангелическо-лютеранская кирха в городе Эберсвальде. Основана в 1241 году. Святой покровительницей храма является Мария Магдалина. Современное здание церкви было построено в первой половине XIV века. Храм является памятником культурного наследия.

## История
В средневековье, до основания города, первые жители местного призамкового поселения Эверсберг построили церковь близ замка маркграфа. О возведённой в 1241 году первой церкви в романском стиле известно, что она была трёхнефной базиликой с крещатым сводом. Она не сохранилась. Позднее посёлок Эверсберг вырос в город Эберсвальде.
Строительство современной церкви в готическом стиле было начато в 1333 году. Кирха имеет центральный неф с боковыми проходами, алтарь на востоке и башню с крыльцом на западе. Шпиль храма выложен каменной кладкой. После пожара в 1499 году церковь была восстановлена в 1503 году. При восстановлении храма в его конструкцию были внесены изменения. Ещё один пожар имел место в церкви в 1726 году. Во время Реформации в 1539 году большая часть местных жителей перешла из католицизма в лютеранство. Первая протестантское богослужение в церкви состоялось в 1542 году. В 1632 году в храме прошло прощание с телом погибшего в бою шведского короля Густава II Адольфа. В 1876 году в кирхе впервые была проведена комплексная реконструкция под руководством Германа Бланкенштайна. Он сохранил базиличную структуру церкви, укрепил хоры; храм приобрёл внешнее сходство с главной церковью Коринского монастыря. Хоры получили высокие готические окна с масверками, фризы были отделаны карнизом, готический декоративный фронтон украсил стены капелл и боковых проходов. Завершение башни было спроектировано Фридрихом Августом Штюлером. Ценные терракотовые рельефы со времён средневековья украшают портал; это самые древние архитектурные терракотовые элементы в Бранденбурге. Комплексный ремонт интерьера был произведён в 1977 году. В кирхе хранится бронзовая купель XIII века. Другими особо ценными элементами интерьера являются алтарь 1606 года в стиле раннего барокко и орган 1783 года. В 1993 году, во время реконструкции площади при храме был продлён наружный фасад. При археологических раскопках в 2001 году у храма были обнаружены позднесредневековая кузница и фундамент латинской школы XVI века. Колокол храма был отлит в 1518 году и называется «Барбара»; в 2001 году он был установлен перед церковью, так, как треснул. Акция была профинансирована из бюджета города. В октябре 2002 года, на средства выделенные муниципалитетом, в колокольне храма установили новые колокола, которые были вылиты в мастерской Рудольфа Пернера.